# Moll del canal de l'Ebre (la Ràpita)
El Moll del canal de l'Ebre és un edifici de la Ràpita (Montsià) inclòs a l'Inventari del Patrimoni Arquitectònic de Catalunya.

## Descripció
El que resta actualment del que fou el canal de navegació d'Amposta a la Ràpita és aquest gran edifici, un llarg moll a la seva part posterior, les dues cases dels guardes, de planta quadrada i un pis, de maçoneria i la resclosa -de grans carreus- i les restes, cobertes de terra, de la gran dàrsena (310 x 60m.). Vorejaven el canal dues séquies de drenatge.
L'edifici, de planta rectangular, té una planta baixa i un pis. A la façana compta amb grans arcs (11) de mig punt sobre pilastres cecs -però amb rectangles oberts al mig-.
Les façanes laterals en tenen tres.
La coberta és de teula, a quatre vessants i presenta grans forats. El moll, té un soterrani amb voltes sobre pilastres i un accés per dos arcs de mig punt amb dovelles de pedra sobre parament de maçoneria. El pis superior, originalment també amb coberta, conserva només restes dels murs laterals, de maçoneria també. Tenia una superfície de 1.443m2.

## Història
Pel que es veu existiren dos canals diferents, superposats en part, però de característiques tècniques completament diferents: el primer de l'època de Carles III, fou projectat per fray Damián de los Apóstoles el 1769, es va construir de segur la dècada següent, i va funcionar fins al segle xix. Però les restes de què tractem no són els d'aquest canal, sinó les del canal posterior, que entrava dins el pla de navegació per l'Ebre fet la "Real Compañía de Navegación del Ebro" de l'any 1857, el qual fou construït a una alçada superior i fins a l'assut de Xerta. A causa de la competència del ferrocarril, la companyia abandonà aviat la nova línia de navegació i les obres de canalització foren aprofitades per a reg del delta de l'Ebre, amb la construcció del canal de la dreta de l'Ebre.